# Yanni Live! The Concert Event
Yanni Live! The Concert Event è un album dal vivo del musicista greco Yanni, pubblicato nel 2006.
Il disco è stato registrato presso il Mandalay Bay Events Center di Las Vegas (Stati Uniti) il 6 novembre 2004.

## Tracce
1. Rainmaker – 5:20
2. Keys to Imagination – 5:22
3. Enchantment – 4:06
4. Standing in Motion – 1:38
5. On Sacred Ground – 7:56
6. Playtime – 7:08
7. Until the Last Moment – 6:36
8. If I Could Tell You – 4:19
9. For All Seasons – 8:14
10. The Storm – 5:07
11. Prelude – 5:21
12. Nostalgia – 4:31